# Conseil de la Choura des moudjahidines de Derna
La Force de protection de Derna, anciennement Conseil de la Choura des moudjahidines de Derna (Majlis Choura al-Mujahidine Derna), est une alliance de groupes islamistes et djihadistes fondée en décembre 2014 en Libye.

## Histoire

### Composition
Le Conseil de la Choura des moudjahidines de Derna est fondé en décembre 2014 dans la ville de Derna, par l'alliance de plusieurs groupes : la Brigade des martyrs d'Abou Salim, Ansar al-Charia et Jaysh al-Islami al-Libi,. Dans l'ensemble, cette coalition est plutôt proche d'al-Qaïda. Ansar al-Charia est dissout le 27 mai 2017 et la Brigade des martyrs d'Abou Salim devient ensuite la faction majeure de cette coalition.
En août 2015, l'État islamique déclare également que le groupe al-Mourabitoune, dirigé par Mokhtar Belmokhtar, a été fondé à Derna et est proche du Conseil de la Choura des moudjahidines,.
Le 11 mai 2018, le Conseil de la Choura des moudjahidines de Derna change de nom et se rebaptise « Force de protection de Derna »,.

### Actions
En juin 2015, après l'assassinat de l'émir de la brigade des martyrs d'Abou Salim, le Conseil de la Choura des moudjahidines de Derna entre en guerre contre l'État islamique, également présent à Derna,. Après quelques jours de combats, l'État islamique est repoussé hors du centre-ville. Il reste encore présent dans des quartiers limitrophes avant d'être définitivement chassé de Derna en avril 2016,.
Début 2018, Derna est la dernière ville de la Cyrénaïque, la région de l'est de la Libye, à échapper au contrôle du gouvernement de Tobrouk. En mai 2018, une vaste offensive de l'Armée nationale libyenne (ANL) du maréchal Khalifa Haftar débute alors contre le Conseil de la Choura des moudjahidines de Derna afin de prendre le contrôle de la ville,. Le 20 juin, la majeure partie de la ville de Derna est reconquise par l'ANL,,. La dernière poche dans le centre-ville tombe en février 2019.